# Niviventer fraternus
Niviventer fraternus е вид бозайник от семейство Мишкови (Muridae).

## Разпространение
Видът е разпространен в Индонезия.